# Порядок наследования мексиканского престола

Герб рода Гёцер-Итурбиде.

Имперский принц Мексики — официальный титул наследника императорского престола в Мексике во время Первой Мексиканской империи (1821—1823). В 1821 году после одиннадцатилетней Мексиканской войны за независимость Мексика получила независимость от Испании. Генерал Агустин де Итурбиде (1783—1824), возглавлявший освободительную войну против испанцев, в 1821 году занял Мехико, где был провозглашен императором под именем Агустина I. 19 мая 1822 года состоялась коронация Агустина I императором Мексики. Его старший сын Агустин Херонимо де Итурбиде (1807—1866) 22 июня того же 1822 года был объявлен наследником престола и получил титул имперского принца Мексики. 29 марта 1823 года после неудачной борьбы с республиканцами мексиканский император Агустин вынужден был отречься от престола и с семьей эмигрировал в Европу.
Титул имперского принца Мексики не признается в Мексиканских Соединённых Штатах, так как Мексиканская конституция 1917 года запрещает создание и использование мексиканских дворянских титулов мексиканскими гражданами.

## Текущий порядок наследования
- Сальвадор-де-Итурбиде-и-Марсан (1849–1895)
  - Мария Жозефа София де Итурбиде (1872–1949)
    - Баронесса Мария-Анна фот Танкль-Итурбиде (1909—1962)
    -  Баронесса Мария Гизелла фон Танкл-Итурбиде (1912—1981)
      - Принц Максимилиан фон Гёцсер-Итурбиде (род. 1944)
        - (1) Принц Фердинанд фон Гёцсер-Итурбиде (род. 1992)
        -  (2) Принцесса Эмануэлла фон Гёцсер-Итурбиде (род. 1997)

      -  (3) Принцесса Эммануэлла фон Гёцсер-Итурбиде (род. 1945)
        - (4) Лорд Николас Маколей (род. 1970)
        - (5) Лорд Эдвард Маколей (род. 1973)
        - (6) Лорд Августин Маколей (род. 1977)
        - (7) Лорд Патрик Маколей  (род. 1979)
        - (8) Лорд Филипп Маколей (род. 1981)
        - (9) Леди Камилла Маколей (род. 1982)
        -  (10) Леди Гизелла Маколей (род. 1985)

  -  Мария Тереза де Итурбиде (1876–1915)

## Бывшие и нынешние обладатели титула
| Имя                                                                                      | Портрет | Дата рождения    | Примечания | Дата смерти    |
| ---------------------------------------------------------------------------------------- | ------- | ---------------- | --- | -------------- |
| Агустин Херонимо де Итурбиде-и-Уарте 1821—1823; юридически признан 1823—1865; претендент |         | 30 сентября 1807 | Старший сын первого мексиканского императора Агустина де Итурбиде, наследник престола Первой Мексиканской империи. Не был женат | 11 ноября 1866 |
| Агустин де Итурбиде-и-Грин 1867—1925; претендент                                         |         | 2 апреля 1863    | Сын принца Анхеля Марии де Итурбиде (1816—1872), второго сына императора Мексики Агустина I, и его супруга принцесса Алисы, урождённой Грин (1836—1892). Вместе со своим кузеном Сальвадором де Итурбиде Агустин был усыновлен мексиканским императором Максимилианом Габсбургом и его супругой, императрицей Карлотой | 3 марта 1925   |
| Мария Жозефа София де Итурбиде 1925—1949; претендент                                     |         | 29 февраля 1872  | Старшая дочь Сальвадора де Итурбиде-и-Марзана (1849—1895) и баронессы Гизеллы Микос де Taródhaza. Была дважды замужем. Первый муж — барон Иоганн Тункль фон Ашбрунн-Гогенштадт; второй муж — Шарль де Каррите. | ноябрь 1949    |
| Мария Анна фон Танкл-Итурбиде 1949—1962; претендент                                      |         | 4 августа 1909   | Старшая дочь барона Иоганна Танкла фон Ашбрунна унд Хоэнштадта и Марии Жозефы Софии де Итурбиде | 1962           |
| Мария Гизелла фон Танкл-Итурбиде 1962—1981; претендент                                   |         | 2 октября 1912   | Младшая дочь барона Иоганна Танкла фон Ашбрунна унд Хоэнштадта и Марии Жозефы Софии де Итурбиде. Муж — австрийский аристократ граф Мария Густав Эгон фон Гёцер (1904—1956). По её воле претендентом на мексиканский престол стал её единственный сын, граф Максимилиан фон Гёцер-Итурбиде.                             | 27 января 1981 |
| Максимилиан фон Гёцсер-Итурбиде 1981 — настоящее время; претендент                       |         | 2 марта 1944     | Старший сын Марии Гизеллы фон Танкл-Итурбиде; женат на Марии Анне де Франческа. | ныне живущий   |